# Université nationale pédagogique de Corée
L'université nationale coréenne de pédagogie (coréen : 한국교원대학교 ; anglais : Korea National University of Education (KNUE)) est une université nationale de Corée du Sud pour la formation des enseignants située à Cheongju dans le Chungcheong du Nord. C'est la seule université du pays qui forme aussi bien des enseignants pour les écoles secondaires, primaires et maternelles.